# Chetogena
Chetogena är ett släkte av tvåvingar. Chetogena ingår i familjen parasitflugor.

## Dottertaxa tillChetogena, i alfabetisk ordning[1][2]
- Chetogena acuminata
- Chetogena aegyptiaca
- Chetogena alpestris
- Chetogena appendiculata
- Chetogena approximata
- Chetogena arnaudi
- Chetogena barbara
- Chetogena bezziana
- Chetogena biserialis
- Chetogena blondeli
- Chetogena carbonaria
- Chetogena caridei
- Chetogena cercosa
- Chetogena cincta
- Chetogena cinerea
- Chetogena cirrata
- Chetogena claripennis
- Chetogena clunalis
- Chetogena cumutoensis
- Chetogena echinata
- Chetogena edwardsii
- Chetogena erythrocera
- Chetogena eurotae
- Chetogena fasciata
- Chetogena filipalpis
- Chetogena filipes
- Chetogena flaviceps
- Chetogena flavocincta
- Chetogena floridensis
- Chetogena gelida
- Chetogena gracilis
- Chetogena gynaephorae
- Chetogena haywardi
- Chetogena heliconunarum
- Chetogena indivisa
- Chetogena innocens
- Chetogena janitrix
- Chetogena littoralis
- Chetogena lophyri
- Chetogena mageritensis
- Chetogena media
- Chetogena meridionalis
- Chetogena metallica
- Chetogena micronychia
- Chetogena micropalpis
- Chetogena minor
- Chetogena nigricornis
- Chetogena nigrofasciata
- Chetogena noera
- Chetogena obliquata
- Chetogena omissa
- Chetogena orientalis
- Chetogena palpella
- Chetogena palteata
- Chetogena paradoxa
- Chetogena parisiaca
- Chetogena parvipalpis
- Chetogena platensis
- Chetogena puer
- Chetogena raoi
- Chetogena repanda
- Chetogena rondaniana
- Chetogena scutellaris
- Chetogena sellersi
- Chetogena setertia
- Chetogena setosaria
- Chetogena setosina
- Chetogena siciliensis
- Chetogena sinaica
- Chetogena soror
- Chetogena subnitens
- Chetogena tachinomoides
- Chetogena townsendi
- Chetogena tricholygoides
- Chetogena trinitatis
- Chetogena tschnorsnigi
- Chetogena tschorsnigi
- Chetogena tuomuerensis
- Chetogena tuomurensis
- Chetogena vibrissata
- Chetogena vivida